# Резервуар вертикальный стальной
Резервуа́р вертика́льный стально́й (РВС) — вертикальная ёмкость, наземное объёмное строительное сооружение, предназначенное для приёма, хранения, подготовки, учёта (количественного и качественного) и выдачи жидких продуктов.
Вертикальные стальные резервуары изготавливают внутренним объёмом 100—120 000 м³, при необходимости их объединяют в группу резервуаров, сосредоточенных в одном месте, — «резервуарный парк», включающий в себя: резервуары, технологические трубопроводы, насосное оборудование, средства контроля качества товарной продукции, узел учёта отгружаемой продукции, средства пожаротушения и защиты окружающей среды.
Вертикальный стальной резервуар на высокой платформе представляет собой водонапорную башню и может использоваться в небольших населённых пунктах для водоснабжения (питьевой воды или поливной на дачах, огородах и теплицах).

## История
Вертикальные цилиндрические металлические клепаные резервуары, устанавливаемые на грунт, начали применяться в США для хранения нефти на нефтяных месторождениях в штате Пенсильвания с середины 1860 годов.
Инициатором внедрения их в России был Л. Э. Нобель. В июле 1876 года Людвиг Нобель составляет записку для Императорского технического общества под названием «Взгляд на Бакинскую нефтяную промышленность и ее будущность». Он предлагает начать строительство трубопроводов, резервуаров для хранения нефти, перейти к наливной перевозке по морю и по железной дороге, создать сеть распределительных керосиновых складов по всей территории России. Первые резервуары строились по американскому образцу.
Первый распределительный склад керосина «Товарищества братьев Нобель» был построен в Царицыне в 1879 году инженером Э. Ф. Альтфатером. Первоначально склад состоял из 9 железных клепаных резервуаров в 90 000 пудов (1 470 тонн) каждый, общей емкостью 810 000 пудов (13 267 тонн). В период 1879—1883 годов завод Альтфатера построил весь объем резервуаров распределительных складов Нобелей в Царицыне, Домнино (под Орлом) и Саратове суммарной емкостью 6,160 млн пудов (100 900 тонн). Центральный склад в Домнино состоял из 32 резервуаров общей емкостью 4 млн пудов. В 1882-83 годах Альтфатер строит в Саратове и Астрахани гигантские по тем временам резервуары на 360 000 (5900 тонн) и 300 000 пудов (4 900 тонн). «Товарищество братьев Нобель» к 1883 году владело также и большим количеством железных резервуаров суммарной емкостью 2,26 млн пудов на главных железнодорожных станциях страны.
Контора инженера А. В. Бари, в которой  «помощником по инженерной части» служил молодой инженер В. Г. Шухов, приступила к строительству резервуаров в 1881 году. В 1883 году В. Г. Шухов написал статью «Механические сооружения нефтяной промышленности», которая была опубликована в журнале «Инженер». В статье рассматривалось рациональное устройство РВС для хранения жидкостей. Миф о том, что до этого использовались зарубежные якобы кубические резервуары, имеющие большие габариты и вес был создан в советский период популяризаторами творчества инженера Шухова.
В начале 1880-х годов XIX века в России построено более 130 РВС, к 1912 году только конторой Бври— 3,24 тыс. РВС, к 1939 году в СССР было уже около 10 тыс. РВС.
В 1931 году при участии Шухова был разработан первый общесоюзный стандарт ОСТ 5125 на клёпаные стальные резервуары ёмкостью до 10,55 тыс. м3, что вывело отечественное резервуаростроение на новый уровень.

## Применение
РВС предназначены для следующих условий эксплуатации:
- приём, хранение, выдача и учёт (количественный и качественный) нефтесодержащих стоков, нефти и нефтепродуктов;
- хранение и отстой пластовой воды и механических примесей;
- хранение пожарной или питьевой воды;
- хранение жидких пищевых (при обеспечении санитарно-гигиенических норм, см СанПиН), агрессивных химических продуктов, минеральных удобрений;
- смешение нефти и нефтепродуктов;

и другие технологические процессы добычи, транспорта и хранения.
Также используются РВС изотермические для хранения сжиженных газов; баки-аккумуляторы — для горячей воды.

## Классификация
РВС могут быть: цилиндрические, изотермические и баки-аккумуляторы; они различаются: назначением, расположением, материалом изготовления.
По методам изготовления и монтажа листовых металлоконструкций
- в рулонном исполнении — резервуары рулонной сборки, для которых листовые конструкции стенки, днища, понтона и крыш (стационарной, плавающей) изготовляются и монтируются в виде рулонируемых полотнищ;
- полистовом исполнении — резервуары полистовой сборки, изготовление и монтаж всех листовых конструкций которых ведётся из отдельных листов;
- комбинированном исполнении — резервуары комбинированной сборки, стенки которых изготавливаются и монтируются из отдельных листов, а листовые конструкции днища, стационарной крыши, плавающей крыши либо понтона (все или некоторые из них) — в виде рулонируемых полотнищ.

Резервуары I-го и II-го класса опасности нормами не допускается изготавливать и монтировать методом рулонной сборки.
По назначению
- сырьевые резервуары — для хранения сырой нефти;
- технологические резервуары — для сброса пластовой воды, отстоя и подрезки нефти;
- товарные РВС — для хранения нефти.

По способу изготовления поясов
- свариваются пояса ступенчато;
- привариваются встык;
- изготавливаются телескопически.

Класс опасности
- класс I — резервуары объёмом более 50 000 м3;
- класс II — резервуары объёмом 20 000 — 50 000 м3 включительно, также резервуары объёмом 10 000 — 50 000 м3 включительно, расположенные непосредственно по берегам рек, крупных водоёмов и в черте городской застройки;
- класс III — резервуары объёмом 1 000 — менее 20 000 м3;
- класс IV — резервуары объёмом менее 1 000 м3.

Класс опасности (учитывается при назначении):
- специальных требований к материалам, методам изготовления, объёмам контроля качества;
- коэффициентов надёжности по ответственности.

Технические параметры
- Уровень ответственности сооружения;
- Класс опасности резервуара — степень опасности, возникающая при достижении предельного состояния конструкции резервуара, для здоровья и жизни граждан, имущества физических или юридических лиц, экологической безопасности окружающей среды;
- Общий срок службы резервуара — назначенный срок безопасной эксплуатации, в течение которого резервуар не должен достигнуть предельного состояния с вероятностью γ при выполнении регламента обслуживания и ремонта;
- Расчётный срок службы резервуара — срок безопасной эксплуатации до очередной диагностики или ремонта, в течение которого резервуар не должен достигнуть предельного состояния с вероятностью γ.

Согласно ГОСТ 27751, резервуары для хранения нефти и нефтепродуктов относятся к I (повышенному) уровню ответственности.
Типы резервуаров по конструктивным особенностям
- резервуар со стационарной крышей с понтоном (РВСП) и без понтона (РВС);
- резервуар с плавающей крышей (РВСПК).

Понтон или плавающая крыша — это плавающее покрытие, находящееся внутри резервуара на поверхности жидкости, предназначенное для уменьшения потерь продуктов от испарений, улучшения экологической и пожарной безопасности при хранении.
Тип резервуара зависит от классификации нефти и нефтепродуктов (см. ГОСТ 1510) по температуре вспышки и давлению насыщенных паров при температуре хранения:
- с температурой вспышки не более 61 °С с давлением насыщенных паров 26,6 кПа (200 мм рт. ст.) — 93,3 кПа (700 мм рт. ст.) (нефть, бензины, авиакеросин, реактивное топливо) применяют:
  - резервуары со стационарной крышей и понтоном или с плавающей крышей;
  - резервуары со стационарной крышей без понтона, оборудованные ГО и УФЛ;
- с давлением насыщенных паров не более 26,6 кПа, а также температурой вспышки свыше 61 °С (мазут, дизельное топливо, керосин, битум, гудрон, масла, пластовая вода) применяются резервуары со стационарной крышей без ГО.

## Материалы
РВС изготавливаются из стали разных марок, вертикальные резервуары также изготавливаются из железобетона.

## Конструкции резервуара
Основные конструкции резервуара:
- несущие: стенка, включая врезки патрубков и люков, окрайка днища, бескаркасная крыша, каркас и опорное кольцо каркасной крыши, анкерное крепление стенки, кольца жёсткости;
- ограждающие: центральная часть днища, настил стационарной крыши, плавающая крыша, понтон.

Окрайки днища резервуара — утолщённые (в сравнении с центральной частью), листы, которые располагаются по периметру днища в зоне опирания стенки.
Пояс стенки резервуара — цилиндрический участок стенки, который состоит из листов одинаковой толщины с высотой пояса равной ширине одного листа.

### Конструкция днища
Толщина днища резервуара не рассчитывается и назначается конструктивной для приварки стенок, поскольку гидростатическое давление жидкости воспринимается фундаментной плитой.

### Конструкция стенок
Стенки резервуара, состоящие из стальных листов одной толщины называются поясами, которые располагают ступенчато, телескопически и встык.

### Конструкция крыши
В практике резервуаростроения крыши изготавливают по разным стандартам и нормам. Крыша может быть: плоской, каркасной конической, купольной, самонесущей сферической, с понтоном (РВСП) или без, стационарной или плавающей (РВСПК); плавающая крыша может быть однодечной (ПК) и двудечной (ПДК).
Типы конструкций стационарных крыш:
- самонесущая коническая крыша;
- самонесущая сферическая крыша;
- каркасная коническая крыша;
- купольная крыша.

Крыши устанавливаются на стропильных перекрытиях (фермах), которые упираются на центральную стойку внутри резервуара или на стенки, также крыша может опираться лишь по периметру на стенку резервуара или опорное кольцо. Минимальная толщина настила, а также любого компонента внутренних и внешних элементов каркаса крыш составляет 4 мм без припуска на коррозию.
В XX веке обычно крыша резервуара изготавливалась из стальных листов толщиной до 2,5 мм.
На крышу резервуара действуют нагрузки:
- от снега,
- от вакуума в пределах 245 Па (25 кг/м2),
- от избыточного давления парового пространства (200 кг/м2).

Стационарная самонесущая коническая крыша
Самонесущая коническая крыша резервуара — стальная конструкция, у которой несущая способность обеспечивается конической оболочкой настила.
Стационарная самонесущая сферическая крыша
Самонесущая сферическая крыша резервуара — стальная конструкция, у которой несущая способность обеспечивается вальцованными элементами настила, образующими поверхность сферической оболочки.
Стационарная каркасная коническая крыша
Каркасная коническая крыша резервуара — близкая к поверхности пологого конуса стальная конструкция, состоящая из элементов каркаса и настила.
Стационарная купольная крыша
Купольная крыша резервуара — стальная конструкция, у которой поверхность близка к сферической и образуется изогнутыми по радиусу элементами каркаса и радиальными или другим образом раскроенными стальными листами настила.
Плавающая крыша
Конструкции плавающих крыш применяются, если:
- объём резервуара 5000 м3 и выше;
- допускаемое соотношение диаметра (D) и высоты (Н) резервуара D/Н ≥ 1,5;
- максимальная нормативная снеговая нагрузка:
  - 1,0 кПа для резервуаров диаметром до 30 м;
  - 1,5 кПа для резервуаров диаметром свыше 30 м до 60 м;
  - свыше 1,5 кПа для резервуаров диаметром свыше 60 м.

Плавающие крыши проектируются так, чтобы при наполнении или опорожнении резервуара не происходило потопление крыши или повреждение её приспособлений, конструктивных узлов и элементов, находящихся на стенке и днище резервуара.
В опорожнённом резервуаре крыша находится на стойках, опёртых на днище резервуара. В рабочем положении плавающая крыша полностью контактирует с поверхностью хранимого продукта. Плавающие крыши на поплавках, не контактного типа, не применяются.

### Кольца жёсткости
Для обеспечения прочности и устойчивости резервуаров при эксплуатации, а также для получения необходимой геометрической формы в процессе монтажа, на стенки резервуаров устанавливаются кольца жёсткости (КЖ). Типы КЖ:
- верхнее ветровое кольцо — для резервуаров с открытым верхом (без стационарной крыши), либо для резервуаров со стационарными крышами специальных типов, которые имеют повышенную деформативность в плоскости их основания;
- верхнее опорное кольцо — для резервуаров со стационарными крышами;
- промежуточные ветровые и сейсмические кольца — для резервуаров всех типов;
- промежуточные формообразующие кольца — для резервуаров, сооружаемых методом рулонирования.

Кольца жёсткости имеют неразрезное сечение по всему периметру стенки и соединяются встык с полным проплавлением (проваром). Установка элементов колец на отдельных участках, в том числе в зоне монтажных стыков стенки рулонируемых резервуаров, нормами не допускается.
Соединение колец допускается на накладках. Монтажные стыки КЖ выполняются от вертикальных швов стенки не ближе 150 мм. КЖ располагают на расстоянии не ближе 150 мм от горизонтальных швов стенки. КЖ, ширина которых 16t и более, где t — толщина горизонтального элемента кольца, имеют опоры, выполняемые в виде рёбер или подкосов. Расстояние между опорами устанавливается не более 20h, где h — высота внешней вертикальной полки кольца.
При наличии на резервуаре системы пожарного орошения (устройства охлаждения), которая устанавливается снаружи стенки, КЖ выполняются конструкцией, не препятствующей орошению стенки ниже уровня КЖ. Кольца конструкции, способной собирать воду, снабжаются сточными отверстиями.

## Исходные данные для проектирования
Заказчиком в составе технического задания на проектирование (ТЗ) предоставляются исходные данные для проектирования металлических конструкций и фундамента резервуара, также Заказчик участвует в контроле за их изготовлением, монтажом и при испытаниях и приёмке резервуара через уполномоченных представителей.
Исходные данные для проектирования, предоставляемые Заказчиком проектировщику:
- район (площадка) строительства;
- срок службы резервуара;
- годовое число циклов заполнений/опорожнений резервуара;
- геометрические параметры или объём резервуара;
- тип резервуара;
- наименование хранимого продукта с указанием наличия коррозионно-активных примесей в продукте;
- плотность продукта;
- минимальная и максимальная температуры продукта;
- избыточное давление и относительное разряжение;
- нагрузка от теплоизоляции;
- среднегодовой коэффициент оборачиваемости резервуара;
- припуск на коррозию для элементов резервуара;
- данные инженерно-геологических изысканий площадки строительства.

При непредоставлении полного задания от Заказчика условия эксплуатации принимаются Проектировщиком с учётом положений и требований стандартов, строительных норм и правил и согласовываются с Заказчиком в техническом задании на проектирование.
При проектных нагрузках, превышающих приведённые в нормативных документах значения, а также при номинальном объёме резервуара более 120 000 м3 расчёт и проектирование выполняются по СТУ.
ТЗ на разработку резервуара определяет требования на всех этапах создания резервуара (проектирование, изготовление, транспортировка, монтаж, контроль, испытание и приёмка). Состав ТЗ на проектирование принимается в форме «Бланка Заказа» в соответствии с нормами.

## Качество. Надёжность. Эксплуатация

### Надёжность
Надёжность резервуара — свойство конструкций резервуара выполнять назначение приёма, хранения и отбора из него продуктов при заданных технической документацией на резервуар параметрах; критерии надёжности: работоспособность, безотказность работы, долговечность резервуара и его элементов, ремонтопригодность элементов резервуаров.
Основные параметры, обеспечивающие надёжность РВС:
- характеристики сечений несущих и ограждающих конструкций, свойства стали;
- качество сварных соединений;
- допуски при изготовлении и монтаже элементов конструкций.

Работоспособность резервуара — состояние, при котором резервуар может выполнять свои назначения по заданному проектом технологическому режиму без отклонений от параметров, установленных технической документацией, выполненной в соответствии с нормами.
Безотказность работы резервуара — свойство резервуара и его элементов сохранять работоспособность без вынужденных перерывов в работе.
Долговечность резервуара — свойство конструкции сохранять работоспособность до предельного состояния с необходимыми перерывами для технического обслуживания и ремонтов.
Ремонтопригодность элементов резервуара — приспособленность элементов к предупреждению и обнаружению неисправности, а также их ремонта в период обслуживания до наступления отказа.

### Срок службы
Срок службы резервуаров назначается Заказчиком или определяется при проектировании по технико-экономическим показателям, согласованным с Заказчиком. Срок службы резервуара включает в себя регламентные работы по обслуживанию и ремонту резервуаров. В конце срока службы резервуара его ремонт невозможен либо нецелесообразен по экономическим причинам.
Общий срок службы резервуаров обеспечивается выбором материала, учётом температурных, силовых и коррозионных воздействий, нормированием дефектов сварных соединений, оптимальных конструктивных решений металлоконструкций, оснований и фундаментов, допусками на изготовление и монтаж конструкций, способов антикоррозионной защиты и назначением регламента обслуживания.
Расчётный срок службы статически нагружаемых резервуаров регламентируется коррозионным износом конструкций.
При наличии антикоррозионной защиты несущих и ограждающих конструкций срок службы резервуара обеспечивается принятой системой защиты от коррозии, имеющей гарантированный срок службы от 10 лет, совпадающий со сроком проведения полного технического диагностирования.
При использовании системы антикоррозионной защиты с гарантированным сроком службы менее 10 лет для элементов резервуара, защищённых от коррозии, а также для незащищённых элементов назначается увеличение их толщины за счёт припуска на коррозию.
Расчетный срок службы циклически нагружаемых резервуаров наряду с коррозионным износом регламентируется зарождением малоцикловых усталостных трещин.
При отсутствии трещиноподобных эксплуатационных дефектов расчётный срок службы резервуаров обусловливается угловатостью fi (п. 5, табл. 12, ГОСТ 31385-2008) вертикальных сварных швов стенки.
Для резервуаров II и III классов опасности (объёмом 5000 м³ — 50 000 м³) при принятом сроке службы 40 лет и осреднённом годовом числе циклов заполнений-опорожнений резервуара не более 100 (за 10-летний период эксплуатации) усталостная долговечность стенки резервуара будет обеспечена на весь общий срок службы при следующих значениях угловатости:
- fi/ti ≤ 0,33 — для 1-4-х поясов;
- fi/ti ≤ 0,4 — для остальных поясов.

При режиме нагружения более 100 полных циклов в год для обеспечения усталостной долговечности в течение общего срока службы резервуара определяются расчётом допускаемые значения fi/ti по всем поясам стенки резервуара.
Для резервуаров I и IV классов опасности усталостная долговечность стенки определяется расчётом с учётом конкретных (заданных) условий нагружения и фактических отклонений формы стенки по поясам.
На основании результатов испытаний уточняется режим эксплуатационного нагружения (максимальный и минимальный уровни налива продукта, частота нагружения) и срок службы резервуара.
Срок службы резервуара обосновывается выполнением требований, разработанных в нормативных документах по регламенту обслуживания и ремонта, включающего в себя диагностирование металлоконструкций, основания, фундамента и всех видов оборудования, обеспечивающего его безопасную эксплуатацию.

### Эксплуатация
Категория условий эксплуатации зависит от температуры, влажности воздуха, давления воздуха или газа с учётом высоты над уровнем моря, солнечного излучения, дождя, ветра, смены температуры и т. д.
Эксплуатация резервуаров осуществляется в соответствии с инструкцией по надзору и обслуживанию, утверждённой руководителем эксплуатирующего предприятия.

### Диагностика
Общий срок службы резервуара обеспечивается проведением регулярного двухуровневого диагностирования с оценкой технического состояния и проведением ремонтов (при необходимости). Периодичность частичного или полного диагностирования зависит от особенностей конструкции и конкретных условий эксплуатации резервуара. Полное техническое диагностирование резервуаров проводится с интервалом не более 10 лет; конкретные сроки назначаются экспертной организацией.
Двухуровневое диагностирование резервуаров включает в себя:
- частичное диагностирование (без выведения из эксплуатации);
- полное диагностирование (с выводом из эксплуатации, очисткой и дегазацией).

Первое частичное диагностирование проводится:
- через три года после ввода в эксплуатацию — для резервуаров I и II классов опасности;
- через четыре года — для резервуаров III класса опасности;
- через пять лет — для резервуаров IV класса опасности.

## Оборудование резервуаров
1 — клапан дыхательный совмещённый КДС,
2 — клапан дыхательный механический КДМ,
3 — клапан аварийный АК,
4 — совмещённый механический дыхательный клапан СМДК,
5 — клапан дыхательный механический КДМ-50,
6 — патрубок вентиляционный ПВ,
7 — люк замерный ЛЗ,
8 — люк монтажный ЛМ,
9 — люк световой ЛС,
10 — генератор пены средней кратности ГПСС,
11 — пробоотборник плавающий резервуарный ПП,
12 — пробоотборник стационарный резервуарный органного типа ПСР ОТ,
13 — пробоотборник стационарный секционный резервуарный ПСР,
14 — механизм управления хлопушкой боковой МУ-1,
15 — механизм управления хлопушкой верхний МУВ,
16 — хлопушка ХП,
17 — приёмораздаточное устройство ПРУ,
18 — кран сифонный КС,
19 — люк-лаз ЛЛ,
20 — приёмораздаточный патрубок ПРП.
Марка, тип оборудования и аппаратуры, размеры, комплектность должны соответствовать требованиям и указаниям проекта в зависимости от хранимого продукта и скорости наполнения и опорожнения резервуара. Проект «Оборудование резервуара» выполняется специализированной проектной организацией (Генеральным проектировщиком). Оборудование должно обеспечивать надёжную эксплуатацию резервуара и снижение потерь нефти и нефтепродуктов.
Резервуары, в зависимости от назначения и степени автоматизации, с учётом хранимых жидких сред оснащаются:
- приёмо-раздаточными устройствами с местным или дистанционным управлением;
- дыхательной аппаратурой;
- приборами контроля и автоматической сигнализацией
  - приборами местного или дистанционного измерения уровня и температуры хранимых жидкостей (уровнемеры, манометры для контроля давления в газовой среде);
  - автоматической сигнализацией верхнего и нижнего предельных уровней (сигнализаторы уровня);
- устройствами отбора проб или средней пробы (сниженные пробоотборники ПСР);
- устройствами для удаления подтоварной воды;
- устройствами для подогрева высоковязких и застывающих нефти и нефтепродуктов;
- устройствами для предотвращения накопления отложений в резервуаре;
- устройствами для зачистки;
- световыми и монтажными люками, люками-лазами и патрубками для установки оборудования;
- устройствами и средствами обнаружения (пожарными извещателями) и тушения пожаров;
- устройствами молниезащиты, заземления и защиты от статического электричества;
- предохранительными клапанами;
- установками пожарной сигнализации и пожаротушения автоматическими.

Обычно местное измерение уровня и температуры не предусматривается для объектов, на которых выполняется комплексная диспетчеризация технологических процессов в резервуарном парке с организацией централизованного контроля из пункта управления.
При отсутствии дистанционных сигнализаторов верхнего уровня предусматриваются переливные устройства, соединённые с резервной ёмкостью или сливным трубопроводом, исключающие превышение уровня залива продукта сверх проектного.
Освобождение резервуаров от хранимых жидкостей при авариях решается схемой технологической обвязки в соответствии с требованиями и нормами технологического проектирования соответствующих предприятий.
Для контроля давления в резервуаре на крышке замерного люка устанавливается штуцер с запорным устройством для подключения мановакуумметра, автоматического сигнализатора предельных значений давления и вакуума или других приборов.
Резервуары, заполняемые зимой нефтью и нефтепродуктами с температурой выше 0 °С, оснащаются дыхательными клапанами. Установка дыхательных клапанов для горизонтальных резервуаров на вертикальные запрещена.

### Нормативная литература
- Правила технической эксплуатации резервуаров и инструкции по их ремонту. Утверждены Госкомнефтепродуктом СССР 26 декабря 1986 года.
- РД 39-015-02 (отменён) Правила технической эксплуатации резервуаров магистральных нефтепроводов.
- РД 16.01-60.30.00-КТН-026-1-04 Нормы проектирования стальных вертикальных резервуаров для хранения нефти объёмом 1000-50000 м3. М., 2004.
- ГОСТ 31385-2016 Резервуары вертикальные цилиндрические стальные для нефти и нефтепродуктов. Общие технические условия.
- СН РК 3.05-24-2004 Инструкция по проектированию, изготовлению и монтажу вертикальных цилиндрических стальных резервуаров для нефти и нефтепродуктов.
- Типовой проект 704-1-242.88 Резервуар вертикальный без понтона для нефти и нефтепродуктов вместимостью 5000 м3 из крупногабаритных листов проката.
- СТО-СА 03-002-2009 Правила проектирования, изготовления и монтажа вертикальных цилиндрических стальных резервуаров для нефти и нефтепродуктов. М., 2009.
- МИ 3171-2008 Резервуары стальные вертикальные цилиндрические. Методика калибровки геометрическим методом с применением лазерных сканирующих координатно-измерительных систем. М., 2008.
- СП 365.1325800.2017 Резервуары вертикальные цилиндрические стальные для хранения нефтепродуктов. Правила производства и приёмки работ при монтаже.

### Техническая литература
- «Сбор и подготовка нефти и газа. Технология и оборудование» / Под ред. Хафизов А. Р., Пестрецов Н. В.. — 2002. — 475 с.
- Лутошкин Г. С. «Нефтепромысловые резервуары» // «Сбор и подготовка нефти, газа и воды». — 2-е, перераб. и доп.. — М.: «Недра», 1979. — С. 250—264. — 319 с.
- «Справочник по оборудованию для комплексной подготовки нефти». — «Премиум Инжиниринг», 2011. — С. 776.
- Учебный курс «Добыча нефти». — инструкция ЮКОС.
- Шухов В. Г. «Механические сооружения нефтяной промышленности», «Инженер», том 3, кн. 13, № 1. Стр. 500—507, кн. 14, № 1, стр. 525—533, М., 1883.
- Шухов В. Г. Избранные труды. «Строительная механика». Под ред. А. Ю. Ишлинского, Академия наук СССР, М., 1977, с. 193.
- Шухов В. Г. Избранные труды. Т. 3. «Нефтепереработка. Теплотехника», 102 стр., под ред. А. Е. Шейндлина, Академия наук СССР, М., 1982.
- В. Г. Шухов, Проекты нефтехранилищ (техническая документация): Центральный исторический архив Москвы, фонд № 1209, опись 1, дело № 64; Архив Российской Академии Наук, фонд № 1508, опись 1, дела № 1, 31; РГАНТД. фонд № 166, опись 1, дела № 13, 14, 16, 17, 18, 53.
- Шаммазов А. М. и др.: «История нефтегазового дела России», М., «Химия», 2001, 316 стр., УДК 622.276, ББК 65.304.13, ISBN 5-7245-1176-2.
- «В. Г. Шухов (1853—1939). Искусство конструкции». Райнер Грефе, Оттмар Перчи, Ф. В. Шухов, М. М. Гаппоев и др., 192 стр., «Мир», М., 1994, ISBN 5-03-002917-6.
- «Владимир Григорьевич Шухов. Первый инженер России.», Е. М. Шухова, 368 стр., Изд. МГТУ, М., 2003, ISBN 5-7038-2295-5.
- «В. Г. Шухов — выдающийся инженер и учёный: Труды Объединённой научной сессии Академии наук СССР, посвящённой научному и инженерному творчеству почётного академика В. Г. Шухова». М.: «Наука», 1984, 96 с.
- Rainer Graefe und andere, «Vladimir G. Suchov 1853—1939. Die Kunst der sparsamen Konstruktion», 192 S., Deutsche Verlags-Anstalt, Stuttgart, 1990, ISBN 3-421-02984-9.